# Eye Filmmuseum
Eye Filmmuseum és un arxiu de cinema, un museu i un cinema a Amsterdam que conserva i presenta pel·lícules tant neerlandeses com estrangeres projectades als Països Baixos.

## Localització i història

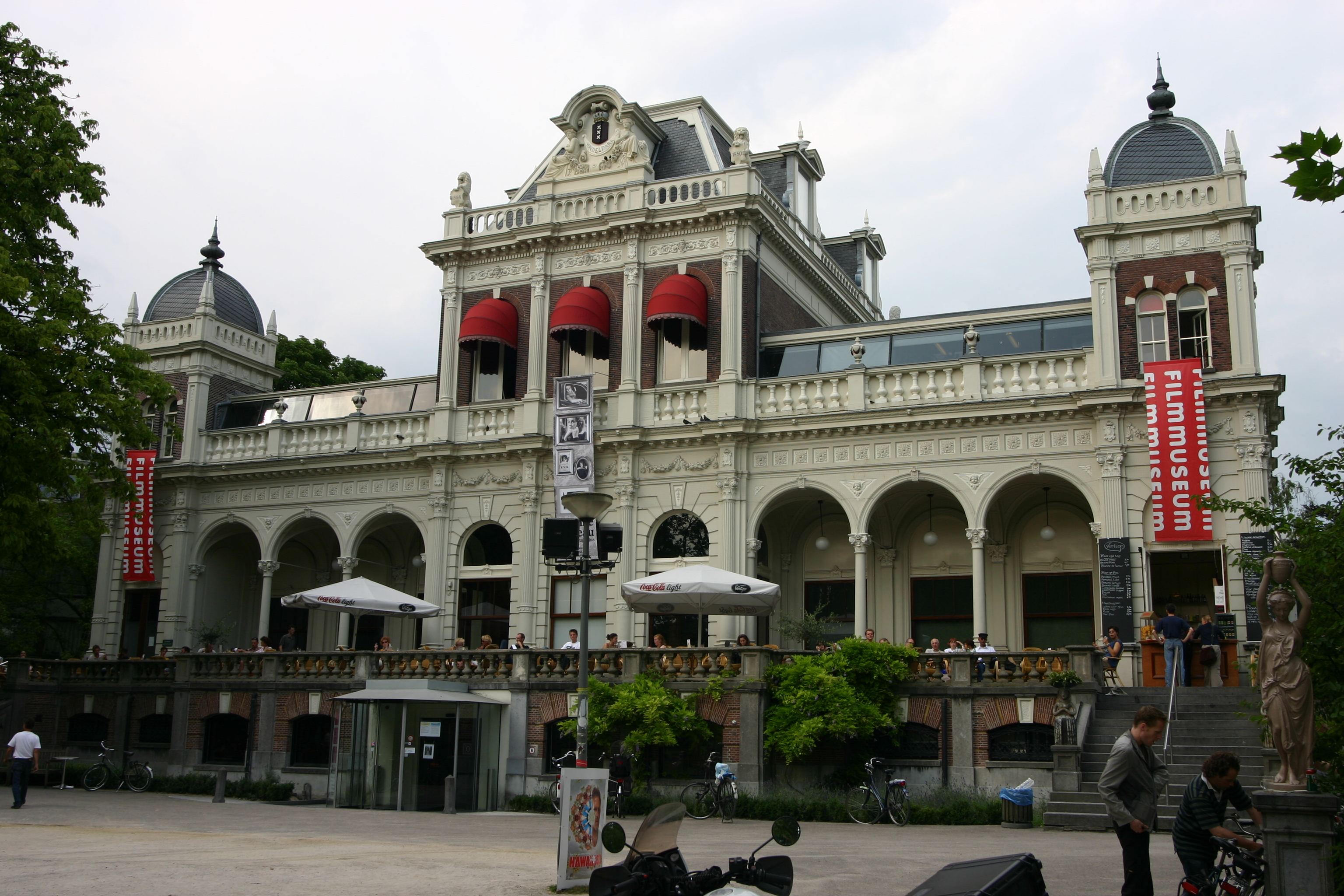
Vondelparkpaviljoen, localització de l'Eye Filmmuseum del 1975 al 2012.

L'Eye Filmmuseum es troba al barri d'Overhoeks a Amsterdam, Països Baixos. El seu predecessor va ser el Arxiu Història del Cinema Neerlandès, fundat el 1946 per David van Staveren, Felix Halverstad i els directors del Filmtheater Kriterion Piet Meerburg i Paul Kijzer. Després de l'adhesió dels arxius del Filmtheater de Uitkijk, l'arxiu va ser rebatejat com a Netherlands Filmmuseum sota el lideratge del seu primer director, el col·leccionista de cinema Jan de Vaal. El Filmmuseum es va ubicar a Kriterion i al Stedelijk Museum fins al 1975, quan de Vaal va aconseguir adquirir un espai discret per al Filmmuseum al Pavelló Vondelpark. El 2009 el Nederlands Filmmuseum es va unir a Holland Film, l'Institut per l'Educació Cinematogràfica dels Països Baixos i el Filmbank i es van anunciar plans per a una nova casa a la riba nord del moll. El Filmmuseum fou reanomenat Eye Filmmuseum i fou obert oficialment el 4 d'abril de 2012, per la reina Beatriu.

## Edificis

### Eye Filmmuseum
L'edifici de l'Eye Filmmuseum fou dissenyat per Delugan Meissl Associated Architects, que van dissenyar entre altre el Museu Porsche a Stuttgart. L'edifici compta amb dos espais d'exposició de galeries, un cinema de 300 places, dos cinemes de 127 places, i un quart cinema íntim d'unes 67 places. Un dels espais de la galeria està dedicat a una exposició permanent sobre les històries tècniques i estètiques del cinema. L'exposició inclou equipament històric extret de la col·lecció del Museu d'aproximadament 1.500 aparells cinematogràfics, així com una presentació immersiva d'uns cent clips de pel·lícules de l'arxiu del Museu, incloses pel·lícules holandeses i internacionals que daten de l'era del cinema mut i més enllà. El segon espai de la galeria està dedicat al cinema experimental o cinema ampliat, una aposta que es remunta a la fundació del Filmmuseum i a les projeccions setmanals que organitzava al Stedelijk Museum a la dècada de 1950 sota l'ègida emergent del cinema com a "setè art." Les exposicions anteriors en aquest espai s'han centrat en autors i directors de fotografia, així com en videoartistes i artistes visuals com Ryoji Ikeda i Anthony McCall.

### Eye Collectecentrum
Eye va obrir el seu centre de col·lecció renovat el 2016. La col·lecció està formada per materials analògics, digitalitzats i digitalitzats que es troben al costat d'un estudi de restauració i digitalització de so, un estudi de restauració d'imatges digitals i una suite de classificació i escaneig. La col·lecció inclou 210.000 llaunes de pel·lícula d'acetat, 57.000 títols de pel·lícules, 2,5 petabytes de dades digitals, 82.000 pòsters, 700.000 fotografies, 27.000 llibres, 2.000 revistes, 1.500 aparells pre-cinema i cinema, 4.500 diapositives de llanterna màgica, 7.000 partitures musicals i 250.000 retalls de premsa. 

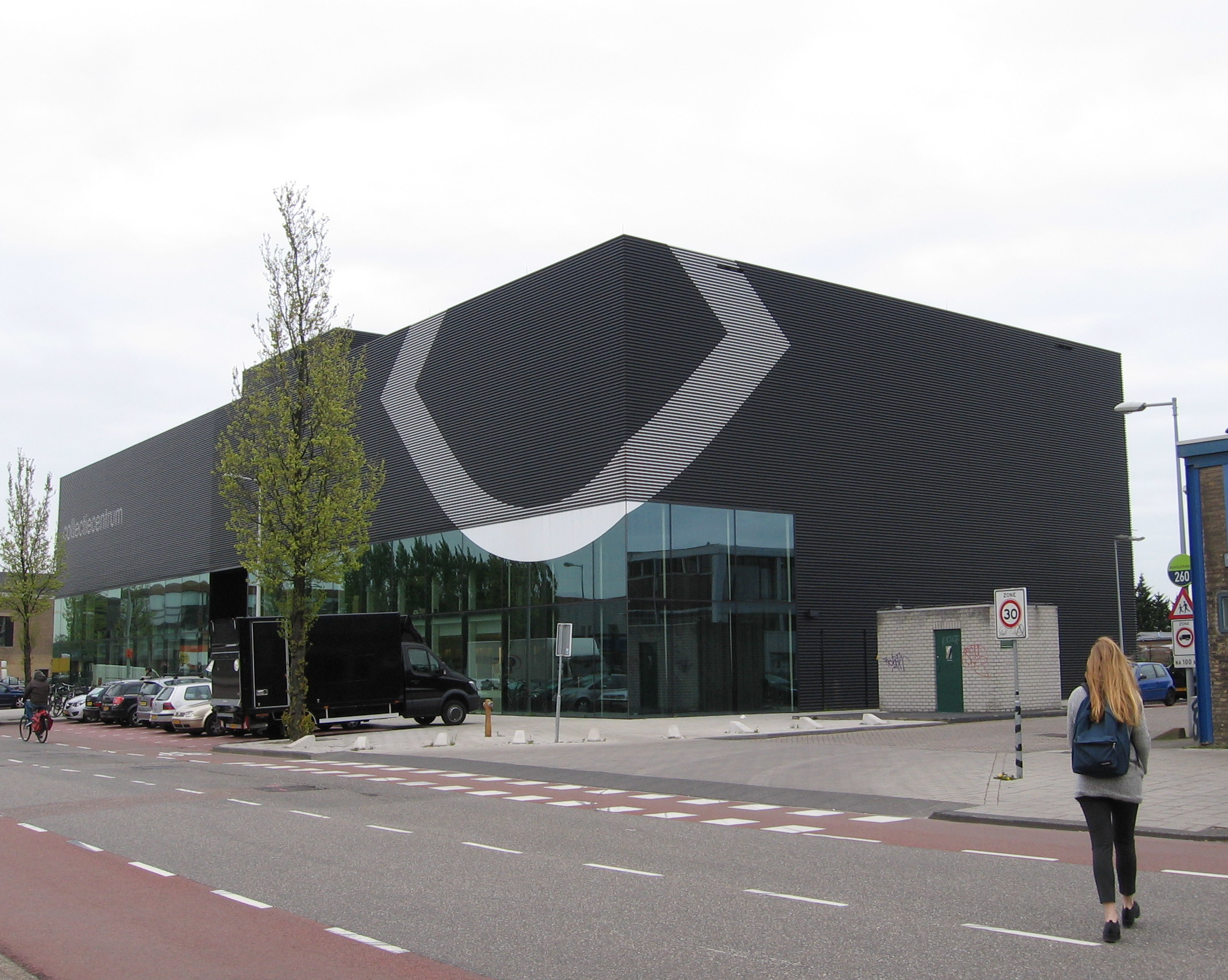
Edifici de col·leccions de l'Eye Filmmuseum, Asterweg, Amsterdam.

La col·lecció consistia originalment en pel·lícules de l'arxiu d'Uitkijk, compilades per membres de la Nederlandsche Filmliga (1927-1933). Després d'unir-se a la Federació Internacional d'Arxius Fílmics (FIAF) l'any 1947, el Filmmuseum va començar a recollir i preservar activament les produccions cinematogràfiques holandeses. Des d'aleshores, s'han adquirit una sèrie de col·leccions importants, que van des de distribuïdors holandesos (Desmet, Centra i UIP); cineastes (Joris Ivens, Johan van der Keuken i Louis van Gasteren); i productors (Matthijs van Heijningen i Kees Kasander) a institucions i organitzacions, com l'Acadèmia de Cinema dels Països Baixos; la Fundació del Cinema Neeerlandès; i l'Institut Neerlandès de Cinema d'Animació (NIAf). La col·lecció també inclou moltes obres de cinema mut, clàssics de Hollywood, produccions internacionals d'art i cineastes independents de renom internacional.

### Búnquers de nitrat

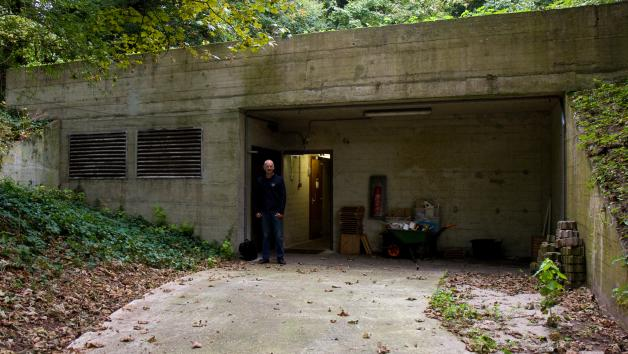
Martin van Leuven, gerent de l'Eye Collectecentrum, de peu davant del búnquer de nitrats a Overveen.

Eye emmagatzema 30.000 llaunes de pel·lícules de nitrat inflamable en búnquers prop de la costa d'Holanda del Nord a Overveen, Castricum i Heemskerk. Aquestes pel·lícules de nitrat daten entre 1896 i mitjans de la dècada de 1950 i inclouen una col·lecció única de pel·lícules de 68 mm. Dos d'aquests búnquers es van construir durant la Segona Guerra Mundial per protegir els fons dels museus d'art holandesos del robatori i la destrucció; La ronda de nit de Rembrandt es trobava entre algunes de les pintures que es van guardar al búnquer de Castricum durant part de la guerrar.

## Restauracions
Les recents restauracions d'ulls inclouen la pel·lícula antigament perduda Beyond the Rocks (1922) protagonitzada per Gloria Swanson, J'accuse! (1919) d'Abel Gance, La Coquille et le clergyman (1928) de Germaine Dulac, Raskolnikov (1923) de Robert Wiene, Fior di male (1915) de Carmine Gallone, i Shoes (1916) de Lois Weber.
Entre les restauracions de pel·lícules neerlandeses hi ha Wan Pipel (1976) del director surinamès-neerlandès Pim de la Parra, Zeemansvrouwen (1930) de Henk Kleinmann, Karakter (1997) de Mike van Diem, Spetters (1980) de Paul Verhoeven, i Abel (1986) d'Alex van Warmerdam.
Altres pel·lícules restaurades són Eva (1962) de Joseph Losey, M (1931) de Fritz Lang, i We Can't Go Home Again (1979) de Nicholas Ray.

## Projectes
Eye està realitzant un important projecte de digitalització i preservació de pel·lícules juntament amb IBM i Thought Equity Motion, un proveïdor de plataforma de vídeo i serveis de desenvolupament de drets. El projecte implica escanejar i emmagatzemar més de 150 milions de fitxers DPX discrets a LTO Gen5 Tape en el format Linear Tape File System.
La plataforma juvenil de l'institut s'anomena MovieZone (abans MovieSquad).

## Esdeveniments
- Festival Internacional de Cinema Documental d'Amsterdam (Novembre)
- Eye International Conference (Maig)[24]

## Publicacions
El 2009, en col·laboració amb Amsterdam University Press (AUP), Eye va començar a publicar llibres acadèmics sobre pràctiques de restauració, preservació, arxiu i exposició mitjançant la seva sèrie "Framing Film".
| Títol | Autor                                                                                                   | Any  |
| --- | --- | ---- |
| From Grain to Pixel: The Archival Life of Film in Transition                                                | Giovanna Fossati                                                                                        | 2009 |
| Watch and Learn: Rhetorical Devices in Classroom Films after 1940                                           | Eef Masson                                                                                              | 2012 |
| Preserving and Exhibiting Media Art: Challenges and Perspectives                                            | Julia Noordegraaf, Vinzenz Hediger, Cosetta Saba, Barbara Le Maitre                                     | 2013 |
| Light Image Imagination                                                                                     | Martha Blassnigg                                                                                        | 2013 |
| Fantasia of Color in Early Cinema                                                                           | Tom Gunning, Joshua Yumibe, Giovanna Fossati and Jonathon Rosen                                         | 2015 |
| Filming for the Future: The Work of Louis van Gasteren                                                      | Patricia Pisters                                                                                        | 2015 |
| Multiple Language Versions Made in BABELsberg: Ufa's International Strategy, 1929-1939                      | Chris Wahl                                                                                              | 2015 |
| Humour and Irony in Dutch Post-War Fiction Film                                                             | Peter Verstraten                                                                                        | 2016 |
| Exposing the Film Apparatus. The Film Archive as a Research Laboratory                                      | Giovanna Fossati and Annie van den Oever                                                                | 2016 |
| The Conscience of Cinema. The Works of Joris Ivens 1912-1989                                                | Thomas Waugh                                                                                            | 2016 |
| Women in Silent Cinema. History of Fame and Failure                                                         | Annette Förster                                                                                         | 2017 |
| The Film Museum Practice and Film Historiography. The Case of the Nederlands Filmmuseum (1946–2000)         | Bregt Lameris                                                                                           | 2017 |
| Images of Occupation in Dutch Film. Memory, Myth, and the Cultural Legacy of War                            | Wendy Burke                                                                                             | 2017 |
| The Films of Bill Morisson. Aesthetics of the Archive                                                       | Bernd Herzogenrath                                                                                      | 2017 |
| The Colour Fantastic: Chromatic Worlds of Silent Cinema                                                     | Giovanna Fossati, Victoria Jackson, Bregt Lameris, Elif Rongen-Kaynakçi, Sarah Street and Joshua Yumibe | 2018 |
| The Greatest Films Never Seen. The Film Archive and the Copyright Smokescreen                               | Claudy Op den Kamp                                                                                      | 2018 |
| Images of Dutchness. Early cinema, Popular Visual Culture and the Emergence of a National Cliché, 1800-1914 | Sarah Dellmann                                                                                          | 2018 |
| Performing Moving Images. Access, Archive, Affects                                                          | Senta Siewert                                                                                           | 2020 |

## Col·lecció
- The Adopted Brother de Christy Cabanne i D.W. Griffith. pel·lícula muda, 1913. Durada: 10:41
- Charlie in Turkey, animació mua de Pat Sullivan, 1916. 9:39
- Proves de vol amb l'helicòpter Pescara 2R de Raúl Pateras Pescara. pel·lícula muda 1922. 1:25.

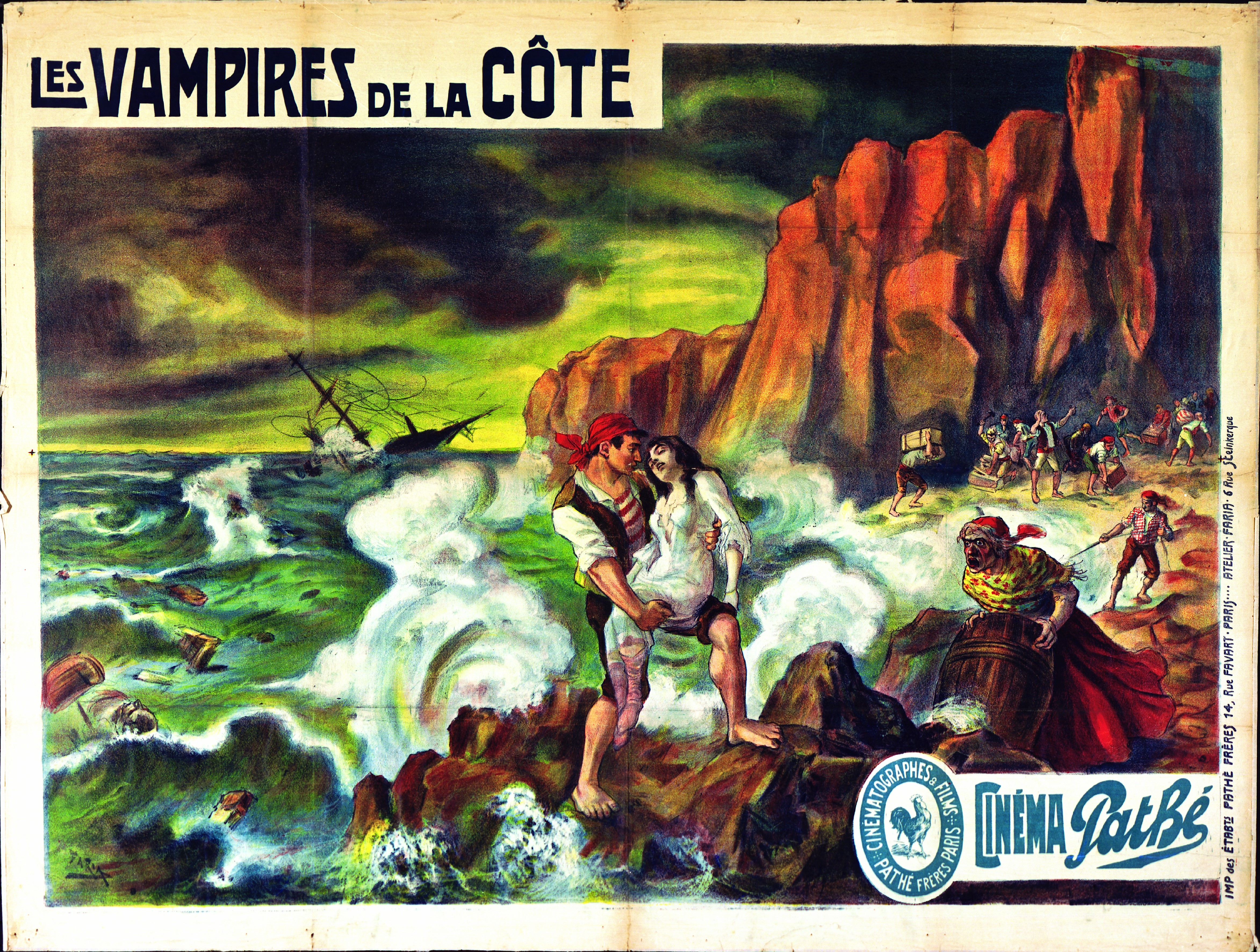
Poster de Cândido de Faria per la pel·lícula muda de Pathé Frères Les Vampires de la côte, 1908
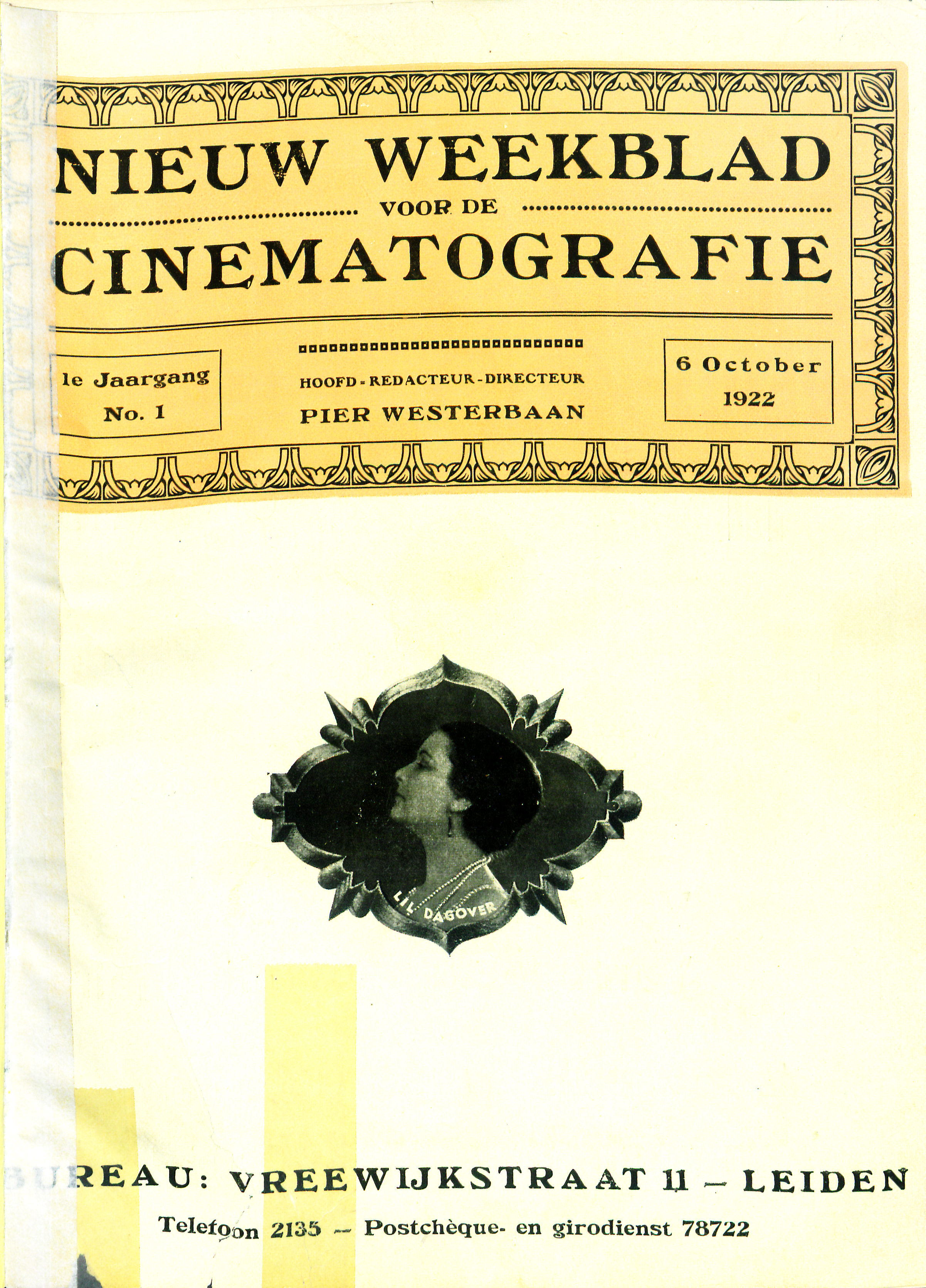
Nieuw Weekblad voor de Cinematografie 1, 6 oktober 1922. Setmanari neerlandès de cinematografia.
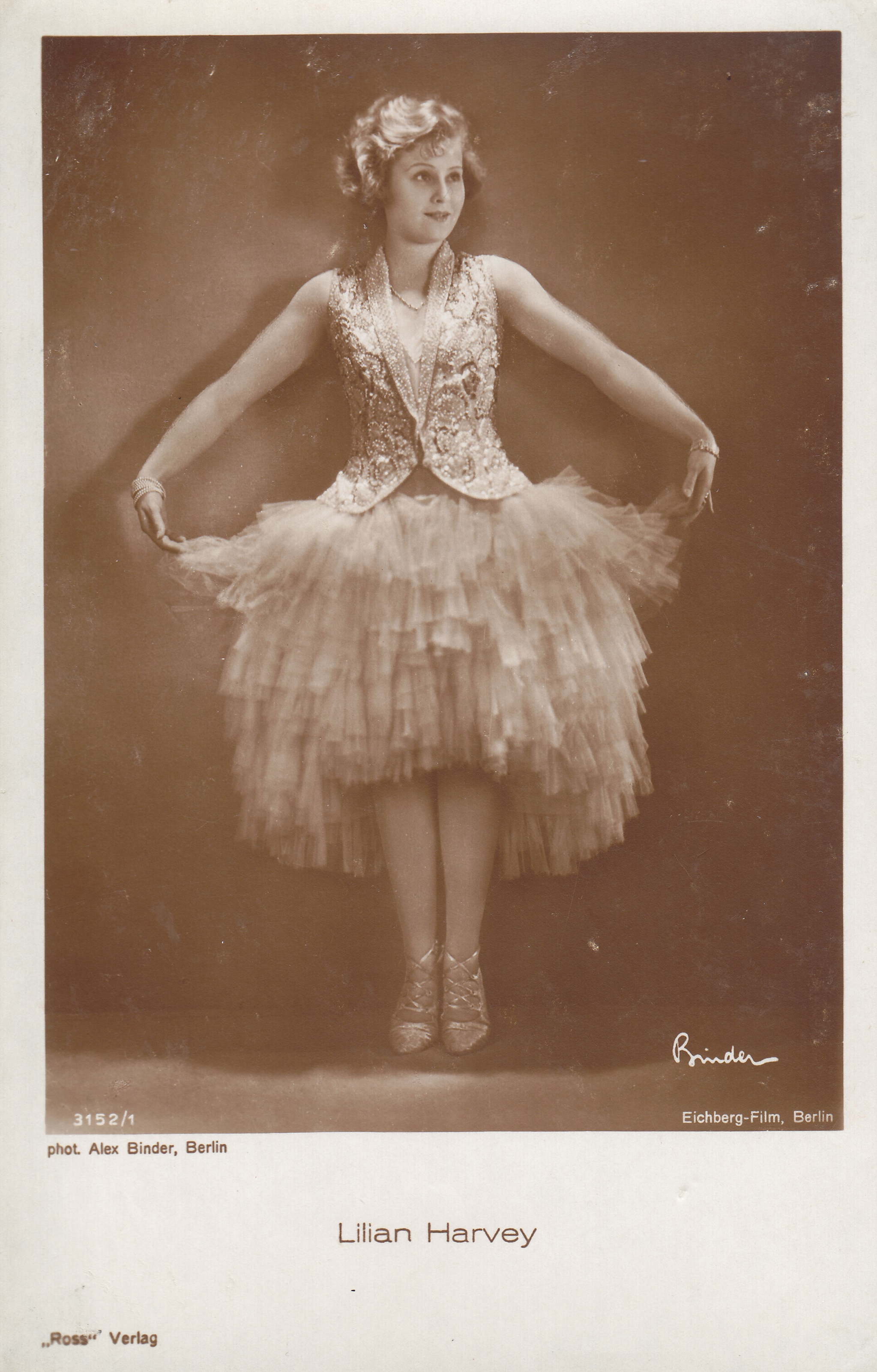
L'estrella Lilian Harvey per Alexander Binder, dècada del 1920
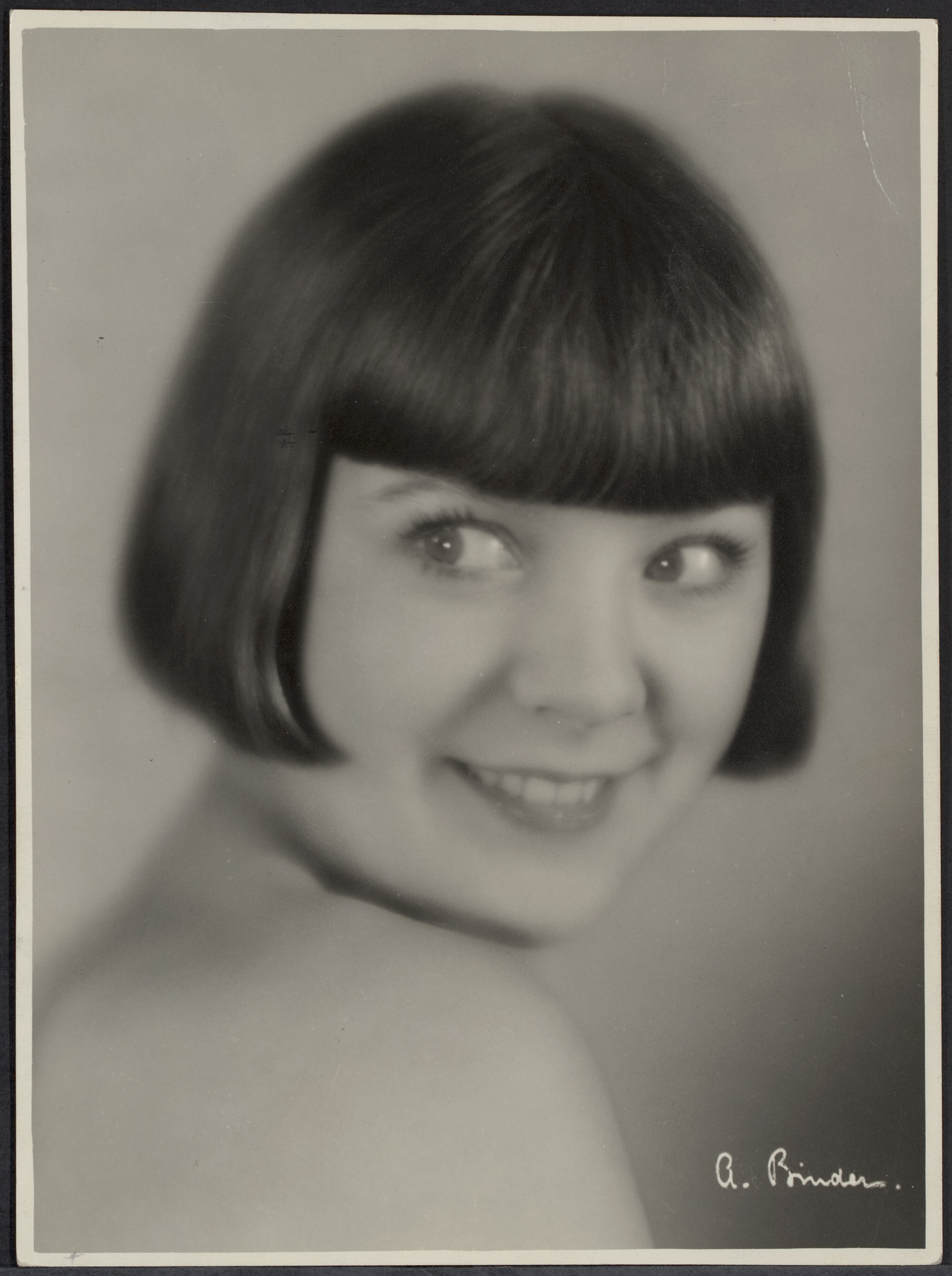
L'estrella Truus van Aalten per Alexander Binder, dècada del 1920
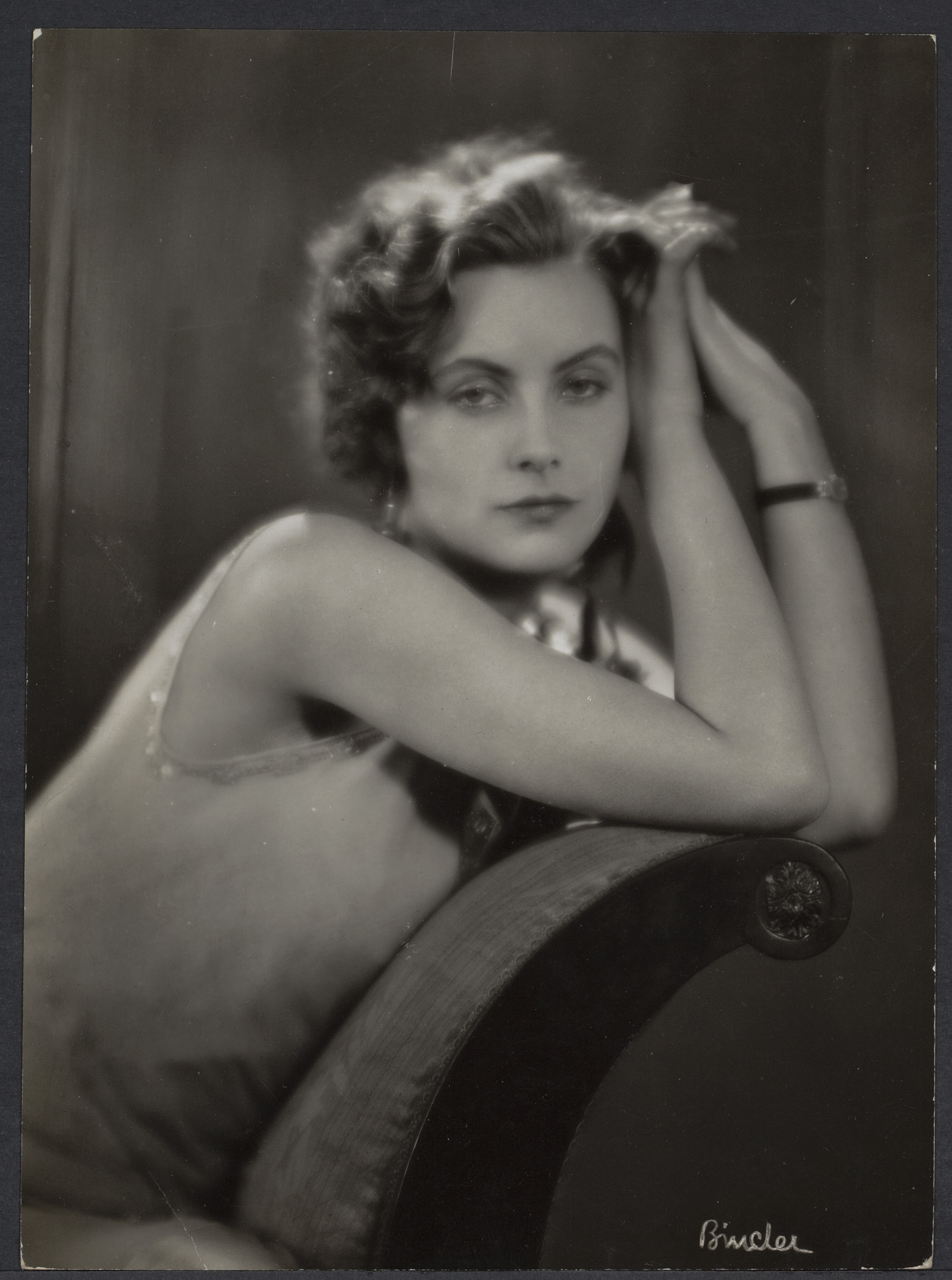
L'estrella Greta Garbo per Alexander Binder, dèdada del 1920
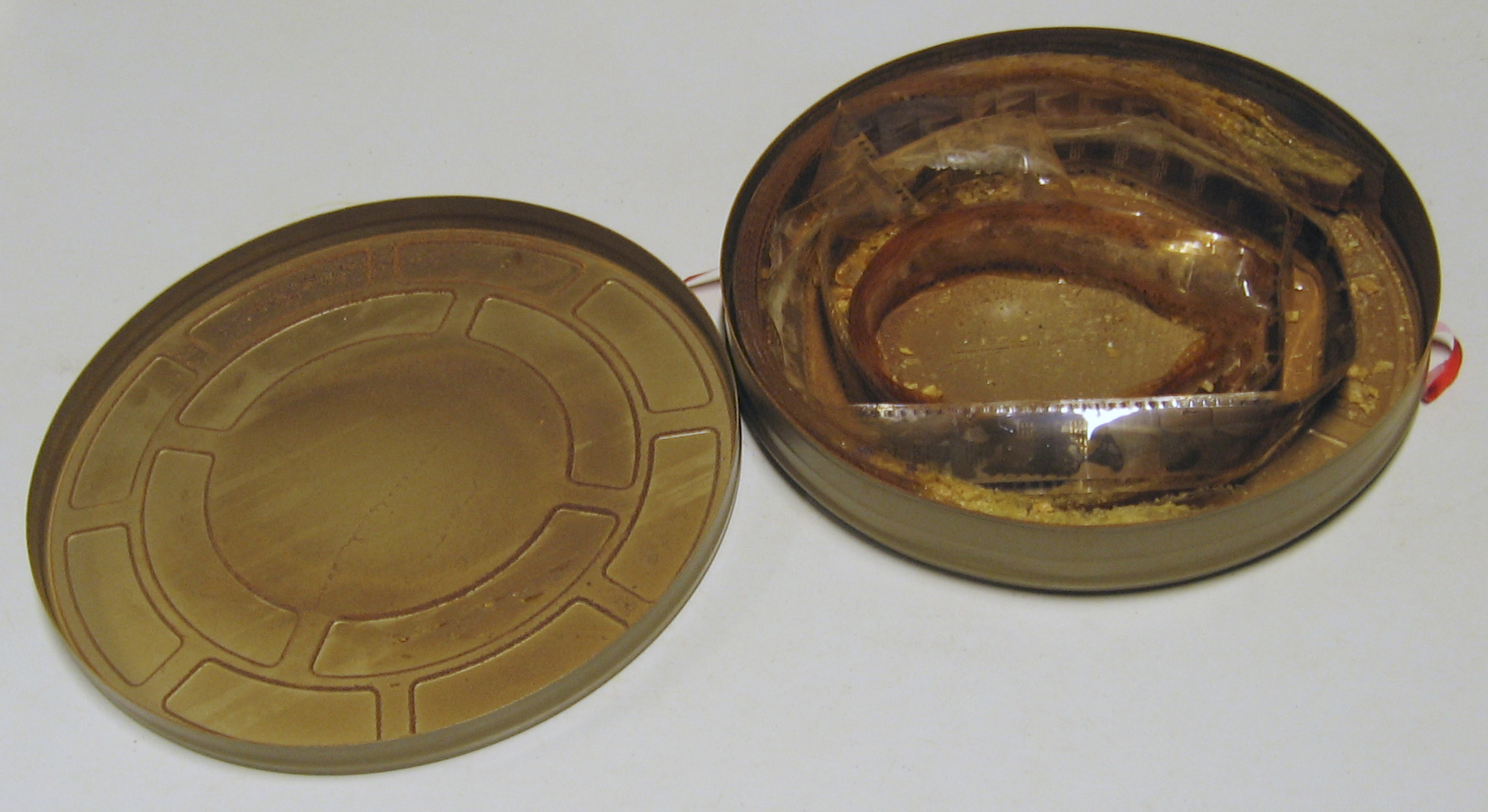
Restauració de cinema